# Tom Clancy's Ghost Recon Advanced Warfighter
Tom Clancy's Ghost Recon Advanced Warfighter (también conocido como Ghost Recon 3 o G.R.A.W.) es el tercer juego de la popular serie de videojuegos de disparos táctico, publicada por Ubisoft.

## Historia del desarrollo
Ghost Recon 3 fue originalmente revelado que estaba en desarrollo y que sería lanzado en 2004, antes que Halo 2, pero fue retrasado. A mediados de marzo de 2005, Ubisoft publicó sus expectativas financieras para el año fiscal 2005, con Ghost Recon 3 en aquella lista y que sería lanzado para PC, Xbox, Xbox 360 PSP y PlayStation 2. Una versión para GameCube también fue anunciada pero fue cancelada por el propio Nintendo.
En mayo, Advanced Warfighter fue mostrado un tráiler a la prensa durante el E3. El tráiler de Ubisoft fue altamente elogiado por su combate urbano intenso en Ciudad de México y sus efectos gráficos excepcionales, iluminación exacta y sombreado, sus efectos de partículas y armas magníficos y los movimientos del soldado -todos en alta definición. A causa del tráiler, Advance Warfighter se convirtió en uno de los videojuegos más esperados para Xbox 360.
En 2015, GRAW fue retirado de la tienda de Valve, Steam, debido a conflictos con licencias de terceros. Más específicamente, debido al cese de servicios de la empresa Gamespy. No fue compartida por Ubisoft ninguna novedad acerca del regreso del videojuego a las plataformas de venta. 

## Historia del juego
El juego tiene lugar en un transcurso de tres días durante el año 2013, comenzando en la Ciudad de México. Un avión espía de EE.UU. transporta al Guardrail IX, un dispositivo capaz de interrumpir las comunicaciones inalámbricas, el cual es derribado en Nicaragua. Inteligencia descubre un complot para transferir el dispositivo a rebeldes en la ciudad de México y los Ghosts son enviados para recuperarla. Uno de los rebeldes se identifica como el coronel Carlos Ontiveros, hijo del mexicano Gen Ontiveros quien era un estudiante de Bud, amigo de Mitchell y un piloto de UH-60s. La misión se interrumpe cuando un golpe de estado comienza en la Ciudad de México y los Ghosts  son enviados de inmediato a la capital mexicana, donde una cumbre de la participación de los 3 dirigentes, el  presidente de EE.UU., el presidente Ballantine, el presidente de México, el presidente Ruiz-Peña, y un anónimo primer ministro canadiense, se reúnen para firmar el Acuerdo de Seguridad Conjunta Norteamericana (NAJSA, en inglés), una política para controlar la inmigración ilegal, el terrorismo y el tráfico de drogas. Mientras esta es llevada a cabo, la cumbre es atacada por revolucionarios rebeldes mexicanos que matan el Primer Ministro de Canadá, y obligan a los presidentes de EE.UU. y de México a la clandestinidad. Mitchell es enviado para extraer a los dos líderes.
El presidente Ballantine es evacuado con seguridad al avión presidencial Air Force One, pero este no es capaz de despegar debido al peligro de ser derribado. El presidente Ruiz-Peña es evacuado a la Embajada de EE.UU. en la Ciudad de México, donde una bomba destruye la embajada, pero los Ghosts la defiendes de un ataque masivo el tiempo suficiente como para que llegue la ayuda. Es entonces que el presidente de México, Ruiz-Peña da "luz verde" al gobierno norteamericano y permite a las fuerzas estadounidenses intervenir militarmente para combatir a los rebeldes y restablecer el orden. Mitchell, nuestro protagonista, tiene la tarea de destruir la artillería para abrir el camino para un asalto en Chapultepec, donde tanques 50 M1A2 Abrams dados al gobierno mexicano como parte de la NAJSA fingen estar inactivos. Más tarde, se ordenó rescatar al grupo asesor estadounidense que había estado entrenando a los mexicanos sobre cómo usar los tanques,  y "pedir prestados" algunos.
Los rebeldes usan entonces al Guardrail IX para vigilar las comunicaciones de EE.UU. y un grupo de fuerzas especiales rebelde llamado Águila 7 emboscan a los Ghosts que protegían al presidente Ballantine. Entonces le ordenan a Mitchell rescatarlo, lo que le es extremadamente difícil ya que al activar al Guardrail IX, su HUD, sus comunicaciones con su control y líderes queda deshabilitado, sin mencionar que los rebeldes son capaces de controlar los misiles balísticos intercontinentales de Estados Unidos, que hacen China y Rusia por su propia cuenta.
Entonces le ordenan a Mitchell recuperar al Guardrail IX, pero solo termina desactivándola. Su equipo es planteado a continuación para eliminar varios bloqueos en la Ciudad de México para permitir que los tanques estadounidenses puedan pasar. Mientras que se extrae al Mayor General Martín en un helicóptero Halcón Negro UH-60, este es derribado y le ordenan a Mitchell defenderlo hasta que pueda ser extraído. Entonces EE.UU. obliga a continuación, iniciar una ofensiva final hacia el Zócalo, plaza donde el general Ontiveros se encuentra en el interior del Palacio Nacional.
Mitchell destruye las últimas piezas restantes del Guardrail IX antes de colarse en el palacio. El general Ontiveros estaba allí, acorralado mientras intentaba huir de Mitchell. Carlos Ontiveros consigue escapar y destruye el Black Hawk de Bud (amigo y compañero de Mitchell), matando a Bud en el proceso. Mitchell vuela a la embajada de EE.UU. destrozado, entonces  comienza a transferir a un lugar seguro los códigos del arsenal nuclear de EE.UU.. Mitchell y su equipo de asalto de la embajada, recuperan y matan a Carlos, no sin antes descubrir que un general retirado del ejército de EE.UU. se opuso a la NAJSA, y se descubre que este exgeneral era el dentro del gobierno de EE.UU., el cual había estado detrás de todo lo ocurrido al haber a C. Ontiveros y los Águila 7 en sus actividades.

## Expansión
En marzo de 2007 fue publicado Tom Clancy's Ghost Recon Advanced Warfighter 2, el cual es considerado por muchos[¿quién?] como una expansión, en lugar de una secuela real, esto debido a los escasos cambios a nivel argumental y técnico que mostró, con respecto a su predecesor.

## Recepción
En mayo de 2005, la edición de Xbox 360 de Advanced Warfighter se mostró a la prensa en forma de tráiler en la convención de la E3 (Electronic Entertainment Expo) en Los Ángeles.
La versión de Xbox 360 de Ghost Recon: Advanced Warfighter fue lanzada el 9 de marzo de 2006 con múltiples críticas entusiastas. GameRankings y Metacritic le otorgaron un puntaje de 90.47% y 90 de 100. Electronic Gaming Monthly elogió la impresionante presentación de la próxima generación y el alto valor de entretenimiento del juego, otorgándole un puntaje promedio de 9.5 de 10. El juego se destacó por su atmósfera profundamente inmersiva, IA inteligente (aunque defectuosa para el escuadrón y IA VIP), gran variedad de armas, escenas de acción múltiple y una historia creíble. La versión de Xbox de este se destacó particularmente por sus gráficos realistas. GameTrailers le dio al juego su mejor crítica de todos los tiempos, un 9.9 sobre 10, afirmando que GRAW es un juego de nueva generación que redefine a los tiradores. [28] TeamXbox dio a la versión X360 una puntuación de 9.3 de 10, diciendo que tiene "algunos de los mejores escenarios modernos de combate en los que alguna vez hayas participado. Ubisoft no solo está forzando la puerta con Advanced Warfighter, ellos están tomando todo el maldito edificio junto con eso!"
Las evaluaciones de otras plataformas variaron de positivas a mixtas a negativas. GameRankings y Metacritic dieron al juego una puntuación de 80.07% y 80 de 100 para la versión de PC; 64.57% y 66 de 100 para la versión de Xbox; y 50.67% y 44 de cada 100 para la versión de PlayStation 2.
El 5 de octubre de 2006, Ghost Recon: Advanced Warfighter ganó dos de los ocho premios BAVGA nominados , incluidos "Best Technical Achievement" y "Best Game".

### Ventas
Ghost Recon Advanced Warfighter fue un éxito comercial, ya que vendió más de 1.6 millones de copias a fines de marzo de 2006. Su versión de Xbox 360 compuso 800,000 de estas ventas, lo que la convirtió en el título de mayor venta de la consola para esa fecha. La versión de Xbox 360 vendió 360,000 unidades dentro de una semana de lanzamiento. Las ventas de Advanced Warfighter y equipos y Xbox 360 aumentaron en otros 560.000 copias entre el 1 de abril y el 30 de junio de 2006. A finales de septiembre, las ventas totales del juego habían superado 2,4 millones de unidades.
Advanced Warfighter vendió 1.2 millones en los Estados Unidos, 8.903 en Japón, y 200,000 en el Reino Unido.